# Francesc Trullols Font de Roqueta
Francesc Trullols i Font de Roqueta (Mallorca, 1639 - Madrid, 1702) fou un militar mallorquí, procurador reial de Mallorca i conseller de capa i espasa del Consell d'Aragó. A causa de la seva gran carrera com a funcionari a la cort de Carles II fou un gran partidari de la Casa d'Àustria, i per aquest motiu defensor de la causa de l'Arxiduc Carles durant la Guerra de Successió.
Fill de Nicolau Trullols Nicolau i Leonor Font de Roqueta Gual, net de Francesc Trullols i Vida i de Jerònia Nicolau i Tril·li, i besnét de Nicolau Trullols i Ballester i de Dionísia Vida i Santjoan. Fou mestre de camp a Milà i sergent major d'un terç d'infanteria format a Mallorca per integrar-se a l'armada de la Mar Oceana. Després s'integrà a una companyia formada a la Cort anomenada "la Chamberga". Va assolir la graduació de general d'artilleria. Fou nomenat procurador reial del Regne de Mallorca. Governador de l'illa d'Eivissa entre 1671 i 1677. Cavaller de l'Orde de Santiago. A partir dels darrers anys del regnat de Carles II es posicionà a favor del grup austriacista de la Cort, auspiciat per la reina Mariana de Neoburg i l'almirall de Castella, Juan Tomás Enríquez de Cabrera. A la seva mort, heretaren els seus germanastres per part de pare Jordi Trullol i Dameto, inquisidor de Mallorca, i Nicolau Trullol i Dameto, qui aconseguí el títol de Marquès de la Torre gràcies a la carrera política del seu germà.
És fill il·lustre de Palma.